# Thesium longifolium
Thesium longifolium là một loài thực vật có hoa trong họ Santalaceae. Loài này được Turcz. miêu tả khoa học đầu tiên năm 1852.